# Llista d'asteroides/93001–93100
| Nom              | Designació provisional | Data de descobriment | Lloc de descobriment | Descobridor/s  |
| ---------------- | ---------------------- | -------------------- | -------------------- | -------------- |
| 93001 -          | 2000 RD84              | 2 de setembre, 2000  | Anderson Mesa        | LONEOS         |
| 93002 -          | 2000 RN85              | 2 de setembre, 2000  | Anderson Mesa        | LONEOS         |
| 93003 -          | 2000 RY85              | 2 de setembre, 2000  | Socorro              | LINEAR         |
| 93004 -          | 2000 RB86              | 2 de setembre, 2000  | Socorro              | LINEAR         |
| 93005 -          | 2000 RG86              | 2 de setembre, 2000  | Socorro              | LINEAR         |
| 93006 -          | 2000 RH86              | 2 de setembre, 2000  | Socorro              | LINEAR         |
| 93007 -          | 2000 RN86              | 2 de setembre, 2000  | Anderson Mesa        | LONEOS         |
| 93008 -          | 2000 RR86              | 2 de setembre, 2000  | Anderson Mesa        | LONEOS         |
| 93009 -          | 2000 RA87              | 2 de setembre, 2000  | Anderson Mesa        | LONEOS         |
| 93010 -          | 2000 RD87              | 2 de setembre, 2000  | Anderson Mesa        | LONEOS         |
| 93011 -          | 2000 RL87              | 2 de setembre, 2000  | Anderson Mesa        | LONEOS         |
| 93012 -          | 2000 RZ87              | 2 de setembre, 2000  | Anderson Mesa        | LONEOS         |
| 93013 -          | 2000 RG89              | 3 de setembre, 2000  | Socorro              | LINEAR         |
| 93014 -          | 2000 RY90              | 3 de setembre, 2000  | Socorro              | LINEAR         |
| 93015 -          | 2000 RY91              | 3 de setembre, 2000  | Socorro              | LINEAR         |
| 93016 -          | 2000 RA92              | 3 de setembre, 2000  | Socorro              | LINEAR         |
| 93017 -          | 2000 RK92              | 3 de setembre, 2000  | Socorro              | LINEAR         |
| 93018 -          | 2000 RT92              | 3 de setembre, 2000  | Socorro              | LINEAR         |
| 93019 -          | 2000 RE94              | 4 de setembre, 2000  | Anderson Mesa        | LONEOS         |
| 93020 -          | 2000 RY94              | 4 de setembre, 2000  | Anderson Mesa        | LONEOS         |
| 93021 -          | 2000 RG95              | 4 de setembre, 2000  | Anderson Mesa        | LONEOS         |
| 93022 -          | 2000 RM95              | 4 de setembre, 2000  | Anderson Mesa        | LONEOS         |
| 93023 -          | 2000 RP95              | 4 de setembre, 2000  | Anderson Mesa        | LONEOS         |
| 93024 -          | 2000 RX95              | 4 de setembre, 2000  | Anderson Mesa        | LONEOS         |
| 93025 -          | 2000 RD96              | 4 de setembre, 2000  | Anderson Mesa        | LONEOS         |
| 93026 -          | 2000 RT96              | 4 de setembre, 2000  | Haleakala            | NEAT           |
| 93027 -          | 2000 RA97              | 5 de setembre, 2000  | Anderson Mesa        | LONEOS         |
| 93028 -          | 2000 RF98              | 5 de setembre, 2000  | Anderson Mesa        | LONEOS         |
| 93029 -          | 2000 RU98              | 5 de setembre, 2000  | Anderson Mesa        | LONEOS         |
| 93030 -          | 2000 RC99              | 5 de setembre, 2000  | Anderson Mesa        | LONEOS         |
| 93031 -          | 2000 RH100             | 5 de setembre, 2000  | Socorro              | LINEAR         |
| 93032 -          | 2000 RG101             | 5 de setembre, 2000  | Anderson Mesa        | LONEOS         |
| 93033 -          | 2000 RK102             | 5 de setembre, 2000  | Anderson Mesa        | LONEOS         |
| 93034 -          | 2000 RN102             | 5 de setembre, 2000  | Anderson Mesa        | LONEOS         |
| 93035 -          | 2000 RR103             | 6 de setembre, 2000  | Socorro              | LINEAR         |
| 93036 -          | 2000 RW103             | 6 de setembre, 2000  | Socorro              | LINEAR         |
| 93037 -          | 2000 RF104             | 6 de setembre, 2000  | Socorro              | LINEAR         |
| 93038 -          | 2000 RL104             | 6 de setembre, 2000  | Socorro              | LINEAR         |
| 93039 -          | 2000 RL106             | 6 de setembre, 2000  | Socorro              | LINEAR         |
| 93040 -          | 2000 SG                | 18 de setembre, 2000 | Socorro              | LINEAR         |
| 93041 -          | 2000 SU2               | 20 de setembre, 2000 | Haleakala            | NEAT           |
| 93042 -          | 2000 SD4               | 21 de setembre, 2000 | Haleakala            | NEAT           |
| 93043 -          | 2000 SF4               | 21 de setembre, 2000 | Haleakala            | NEAT           |
| 93044 -          | 2000 SE6               | 20 de setembre, 2000 | Socorro              | LINEAR         |
| 93045 -          | 2000 SF6               | 20 de setembre, 2000 | Socorro              | LINEAR         |
| 93046 -          | 2000 SM6               | 20 de setembre, 2000 | Socorro              | LINEAR         |
| 93047 -          | 2000 ST6               | 21 de setembre, 2000 | Socorro              | LINEAR         |
| 93048 -          | 2000 SB7               | 22 de setembre, 2000 | Reedy Creek          | R. H. McNaught |
| 93049 -          | 2000 SL8               | 19 de setembre, 2000 | Haleakala            | NEAT           |
| 93050 -          | 2000 SM8               | 19 de setembre, 2000 | Haleakala            | NEAT           |
| 93051 -          | 2000 SP8               | 22 de setembre, 2000 | Prescott             | P. G. Comba    |
| 93052 -          | 2000 SH9               | 23 de setembre, 2000 | Socorro              | LINEAR         |
| 93053 -          | 2000 SR12              | 20 de setembre, 2000 | Socorro              | LINEAR         |
| 93054 -          | 2000 SW12              | 21 de setembre, 2000 | Socorro              | LINEAR         |
| 93055 -          | 2000 SY12              | 21 de setembre, 2000 | Socorro              | LINEAR         |
| 93056 -          | 2000 SC13              | 21 de setembre, 2000 | Socorro              | LINEAR         |
| 93057 -          | 2000 SE14              | 23 de setembre, 2000 | Socorro              | LINEAR         |
| 93058 -          | 2000 SL14              | 23 de setembre, 2000 | Socorro              | LINEAR         |
| 93059 -          | 2000 SO16              | 23 de setembre, 2000 | Socorro              | LINEAR         |
| 93060 -          | 2000 SW20              | 21 de setembre, 2000 | Haleakala            | NEAT           |
| 93061 Barbagallo | 2000 SX20              | 23 de setembre, 2000 | Bologna              | V. S. Casulli  |
| 93062 -          | 2000 SF22              | 19 de setembre, 2000 | Haleakala            | NEAT           |
| 93063 -          | 2000 SJ22              | 20 de setembre, 2000 | Haleakala            | NEAT           |
| 93064 -          | 2000 SN22              | 20 de setembre, 2000 | Haleakala            | NEAT           |
| 93065 -          | 2000 ST22              | 20 de setembre, 2000 | Haleakala            | NEAT           |
| 93066 -          | 2000 SU22              | 20 de setembre, 2000 | Haleakala            | NEAT           |
| 93067 -          | 2000 SB23              | 25 de setembre, 2000 | Višnjan Observatory  | K. Korlević    |
| 93068 -          | 2000 SR24              | 26 de setembre, 2000 | Bisei SG Center      | BATTeRS        |
| 93069 -          | 2000 SX24              | 26 de setembre, 2000 | Bisei SG Center      | BATTeRS        |
| 93070 -          | 2000 SE25              | 22 de setembre, 2000 | Socorro              | LINEAR         |
| 93071 -          | 2000 SD26              | 23 de setembre, 2000 | Socorro              | LINEAR         |
| 93072 -          | 2000 SU26              | 23 de setembre, 2000 | Socorro              | LINEAR         |
| 93073 -          | 2000 SO27              | 23 de setembre, 2000 | Socorro              | LINEAR         |
| 93074 -          | 2000 SR27              | 23 de setembre, 2000 | Socorro              | LINEAR         |
| 93075 -          | 2000 SE28              | 23 de setembre, 2000 | Socorro              | LINEAR         |
| 93076 -          | 2000 SF28              | 23 de setembre, 2000 | Socorro              | LINEAR         |
| 93077 -          | 2000 SM28              | 23 de setembre, 2000 | Socorro              | LINEAR         |
| 93078 -          | 2000 SW28              | 23 de setembre, 2000 | Socorro              | LINEAR         |
| 93079 -          | 2000 SX28              | 23 de setembre, 2000 | Socorro              | LINEAR         |
| 93080 -          | 2000 SK29              | 24 de setembre, 2000 | Socorro              | LINEAR         |
| 93081 -          | 2000 SP29              | 24 de setembre, 2000 | Socorro              | LINEAR         |
| 93082 -          | 2000 SL32              | 24 de setembre, 2000 | Socorro              | LINEAR         |
| 93083 -          | 2000 SC33              | 24 de setembre, 2000 | Socorro              | LINEAR         |
| 93084 -          | 2000 SD34              | 24 de setembre, 2000 | Socorro              | LINEAR         |
| 93085 -          | 2000 SE35              | 24 de setembre, 2000 | Socorro              | LINEAR         |
| 93086 -          | 2000 SU35              | 24 de setembre, 2000 | Socorro              | LINEAR         |
| 93087 -          | 2000 SK36              | 24 de setembre, 2000 | Socorro              | LINEAR         |
| 93088 -          | 2000 SO36              | 24 de setembre, 2000 | Socorro              | LINEAR         |
| 93089 -          | 2000 SX36              | 24 de setembre, 2000 | Socorro              | LINEAR         |
| 93090 -          | 2000 SF37              | 24 de setembre, 2000 | Socorro              | LINEAR         |
| 93091 -          | 2000 SG38              | 24 de setembre, 2000 | Socorro              | LINEAR         |
| 93092 -          | 2000 SN38              | 24 de setembre, 2000 | Socorro              | LINEAR         |
| 93093 -          | 2000 SB39              | 24 de setembre, 2000 | Socorro              | LINEAR         |
| 93094 -          | 2000 SF39              | 24 de setembre, 2000 | Socorro              | LINEAR         |
| 93095 -          | 2000 SL39              | 24 de setembre, 2000 | Socorro              | LINEAR         |
| 93096 -          | 2000 SN39              | 24 de setembre, 2000 | Socorro              | LINEAR         |
| 93097 -          | 2000 SP39              | 24 de setembre, 2000 | Socorro              | LINEAR         |
| 93098 -          | 2000 ST39              | 24 de setembre, 2000 | Socorro              | LINEAR         |
| 93099 -          | 2000 SY39              | 24 de setembre, 2000 | Socorro              | LINEAR         |
| 93100 -          | 2000 SV41              | 24 de setembre, 2000 | Socorro              | LINEAR         |